# 6 Гидры
6 Гидры (лат. 6 Hydrae), a Гидры (лат. a Hydrae), HD 73840 — двойная звезда в созвездии Гидры на расстоянии приблизительно 373 световых лет (около 114 парсек) от Солнца. Видимая звёздная величина звезды — +4,981m.

## Характеристики
Первый компонент — оранжевый гигант спектрального класса K2, или K3III, или K4III. Масса — около 2,255 солнечной, радиус — около 30,226 солнечного, светимость — около 266,855 солнечной. Эффективная температура — около 4080 K.
Второй компонент — коричневый карлик. Масса — около 29 юпитерианских. Удалён в среднем на 1,961 а.е..